# Campiglossa lubrica
Campiglossa lubrica är en tvåvingeart som först beskrevs av Dirlbek 1971. Campiglossa lubrica ingår i släktet Campiglossa och familjen borrflugor. Inga underarter finns listade.